# 犬山市文化史料館
犬山市文化史料館（いぬやましぶんかしりょうかん）は、愛知県犬山市にある博物館である。愛称は城とまちミュージアム。また、南隣にIMASEN犬山からくりミュージアム玉屋庄兵衛工房がある。

## 概要
国指定無形民俗文化財である犬山祭に使われる車山や、犬山市内の文化財・文化遺産を展示している。
2004年（平成16年）4月、財団法人犬山城白帝文庫が設立され、犬山城及び旧犬山城主成瀬家が所有していた多数の古文書・美術工芸品などが展示されている。
2012年（平成24年）10月6日には、犬山城と城下町をつなぐ拠点施設としてリニューアルオープンしており、愛称はこの時付けられたものである。
また、2020年（令和2年）6月1日には、南館がオープン。施設の老朽化のため廃止となった「からくり展示館」（文化史料館別館）の機能を移転したほか、同市に本社を置く今仙電機製作所が命名権を取得し、「IMASEN犬山からくりミュージアム・玉屋庄兵衛工房」の愛称が付けられた。

## 施設

### 本館
- ジオラマ展示ホール
- 展示室
- 公益財団法人犬山城白帝文庫・歴史文化館展示室

### IMASEN犬山からくりミュージアム・玉屋庄兵衛工房（南館）
- 本館の南側に位置
- 車山のからくり人形や祭りに関する資料などを展示
- 工房内で、九代玉屋庄兵衛によるからくり細工の実演公開
  - 毎週金・土曜日：10時 - 16時
- 「からくり人形」の操作実演公開
  - 平日：10時30分・14時00分の2回
  - 土日祝：10時30分・11時30分・13時30分・14時30分・15時30分の5回

## ギャラリー

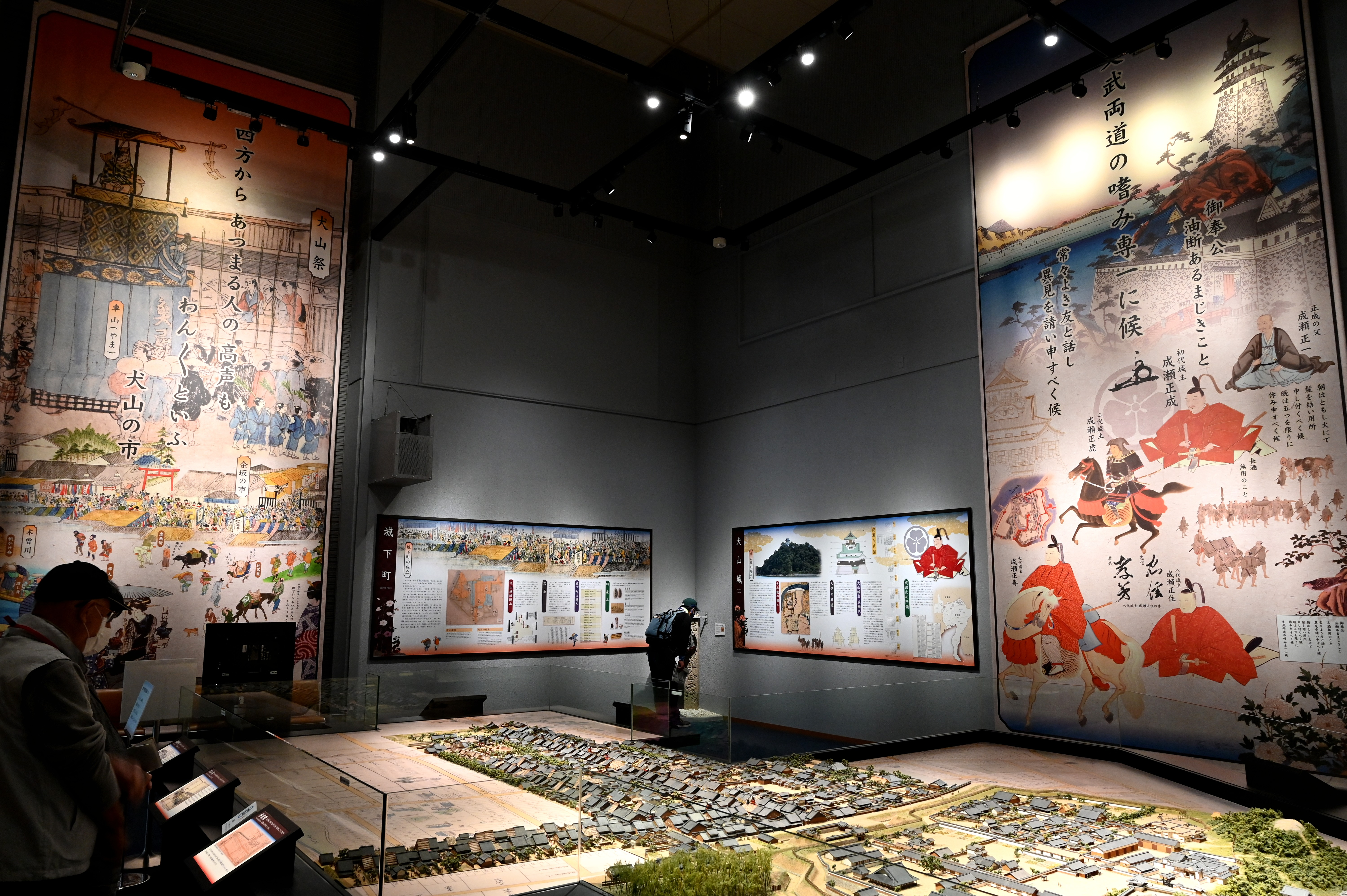
ジオラマ展示ホール（本館）
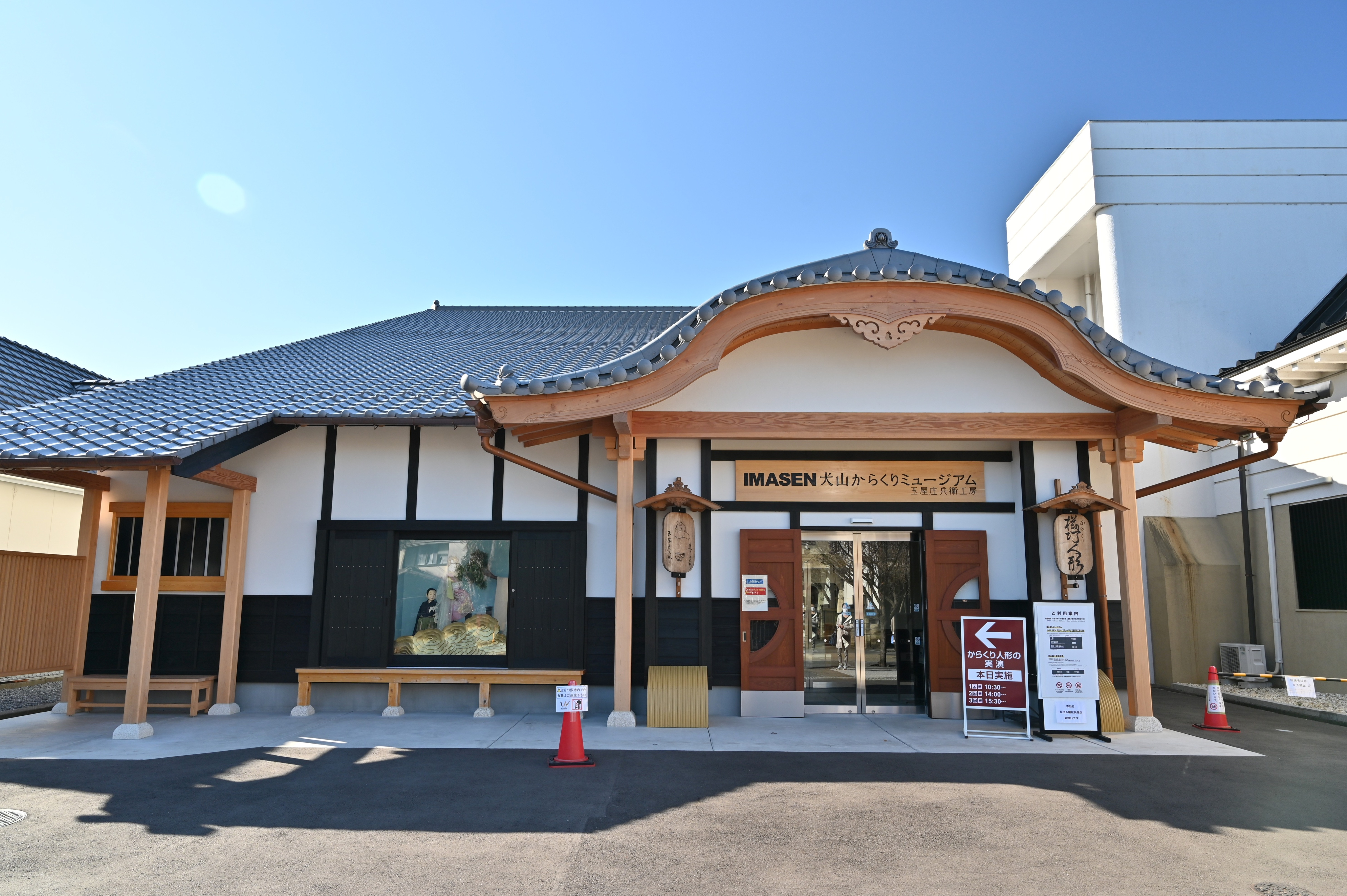
IMASEN犬山からくりミュージアム　玉屋庄兵衛工房
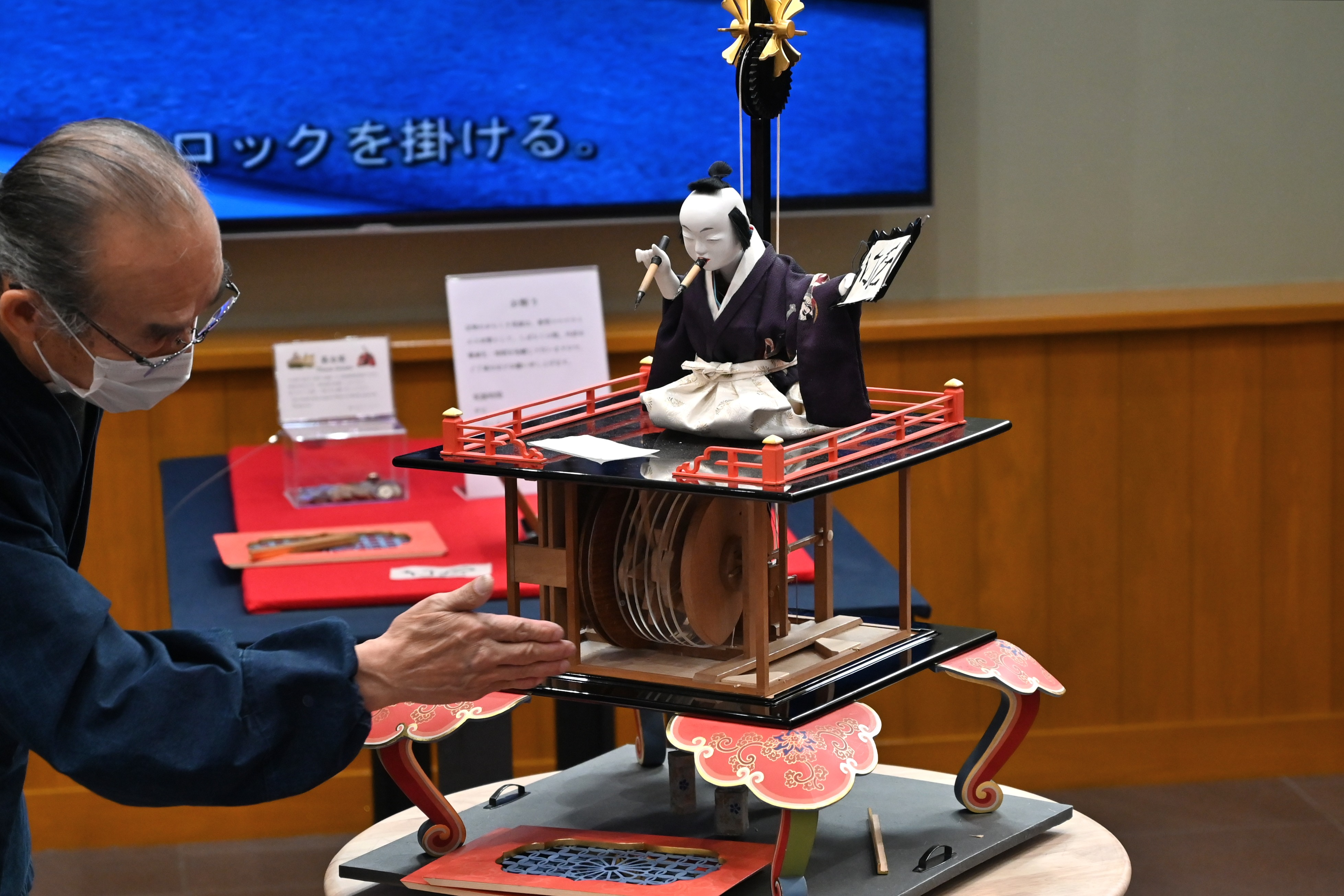
からくりの実演（IMASEN犬山からくりミュージアム）

## 基礎情報
- 開館時間 : 9時から17時（入館は16時30分まで）。
- 休館日 : 年末（12月29日から12月31日）、展示物の変更、整理期間。
- 入館料 : 大人300円、団体240円（30名以上）、「IMASEN犬山からくりミュージアム」と共通。
- アクセス : 名鉄犬山線 犬山遊園駅下車、徒歩で約15分。